# Самар-Умед
Самар-Умед (тадж. Клуби футболи «Самар-Умед» Душанбе) — таджикистанський футбольний клуб зі столиці країни, міста Душанбе.

## Хронологія назв
- 2000: «Умед» (Душанбе)
- 2003: «Самар-Умед» (Душанбе)

## Історія
Футбольний клуб «Умед» засновано в Душанбе 2000 року. Наприкінці другого туру «Саддам» (Сарбанд) знятий з чемпіонату за несплату штрафу. Для збереження турнірної структури «Умед» (Душанбе) замінив «Саддама» (Сарбанда) у Вищій лізі Таджикистану, хоча й виступав поза конкурсом. У дебютному сезоні зайняв передостаннє 9-те місце у підсумковій таблиці. У 2003 році клуб змінив назву на «Самар-Умед» (Душанбе). Команда провела свій останній сезон у вищому дивізіоні в 2003 році, в якому вони посіли 13-те місце та вилетіли до нижчого дивізіону, де й продовжували виступати надалі.

## Досягнення
- Чемпіонат Таджикистану
  - 8-ме місце (1): 2001

- Кубок Таджикистану
  - 1/16 фіналу (1): 2012

## Стадіон
Домашні матчі клуб проводить на Центральному республіканському стадіоні (колишній стадіон імені Фрунзе, Памір) у Душанбе, який вміщує 21 400 глядачів.